# Tuki jezik
Tuki jezik (bacenga, baki, batchenga, betsinga, betzinga, ki, oki, osa nanga, sanaga; ISO 639-3: bag), jezik narod Betsinga kojim govori oko 26 000 ljudi (1982 SIL) duž rijeke Sanaga i sjeverno od Sanage, između Ombessa i Ntuia, Kamerun. 
Klasificiran je podskupini sanaga (A.60), široj skupini mbam. Govore se brojni dijalekti: kombe (tukombe, wakombe, bakombe), tocenga (tiki, bacenga), tsinga (chinga, tutsingo, batsingo), bundum, tonjo (bunju, boudjou), ngoro (tu ngoro, uki, aki) i mbere (tumbele, mbele, bambele, mvele, bamvele).

## Vanjske poveznice
- Ethnologue (14th)
- Ethnologue (15th)